# Švédská modrá kachna
Švédská modrá kachna je plemeno kachny, která se chová pro maso.

## Původ plemene
Švédská modrá kachna je domestikovaná forma kachna divoké (Anas platyrhynchos) ze Švédska.

## Popis
Švédská modrá kachna masové plemeno kachny s vysokou snáškou vajec (ročně 100 ks vajec).
Modré zbarvení se dědí heterozygotně, potomství 2 modrých jedinců (heterozygoti Blbl) se štěpí na 50 % modré (heterozygot Blbl), 25 % černé (homozygot blbl) a 25 % bílé až perlově šedé (homozygot BlBl).